# Onaway (Idaho)
Ne doit pas être confondu avec Onaway (Michigan).
Onaway est une ville américaine située dans le comté de Latah en Idaho.
Selon le recensement de 2010, Onaway compte 187 habitants. La municipalité s'étend sur 0,15 mille carré (0,39 km2).